# Distretto di Sheema
Il distretto di Sheema è un distretto dell'Uganda, situato nella Regione occidentale.